# César Mayora
César Mayora (f. Fuerte Guaicaipuro, estado Miranda, Venezuela, 16 de enero de 2025) fue un militar venezolano. En 2019 fue detenido, acusado de planear el asalto de dos unidades militares junto con otras nueve personas, y en 2024 fue sentenciado a 30 años de cárcel, la pena máxima en Venezuela. César murió mientras seguía bajo custodia de los cuerpos de seguridad del Estado en 2025.

## Detención y muerte
El 18 de diciembre de 2019 fue detenido por funcionarios de la Dirección General de Contrainteligencia Militar (DGCIM), acusado de planear asaltar la Base Gran Mariscal Sucre y el Comando de la Guardia Nacional Nᵒ 53 junto con otras nueve personas. César fue imputado de los delitos de "terrorismo, conspiración" y asociación para delinquir.En 2021, los familiares de los acusados denunciaron violaciones al debido proceso, tortura, y que fueron enjuiciados sin pruebas.El 18 de marzo de 2024 Mayora fue sentenciado a 30 años de cárcel, la pena máxima en Venezuela.
La madrugada del 16 de enero de 2025 falleció mientras seguía bajo custodia del Estado y recluido en la cárcel del Fuerte Guaicaipuro. Según la Comisión de Derechos Humanos del Movimiento Libertas Venezuela, Mayora murió por un infarto causado por “torturas físicas y psicológicas”, y exigió justicia por el caso. La ONG Caleidoscopio Humano se unió a la denuncia, además de exigir que se le garantizara la integridad física y la salud de los privados de libertad.Al momento de su fallecimiento, la última actualización de la organización de derechos humanos Foro Penal registraba 1687 presos políticos.